# بوف کور (فیلم ۱۹۸۷)
بوف کور (فرانسوی: La chouette aveugle‎) فیلمی درام و فانتزی به کارگردانی رائول روئیز فیلمساز شیلیایی مقیم فرانسه است که سال ۱۹۸۷ اکران شد. این فیلم اقتباسی از رمان بوف کورِ صادق هدایت است.